# Обацда

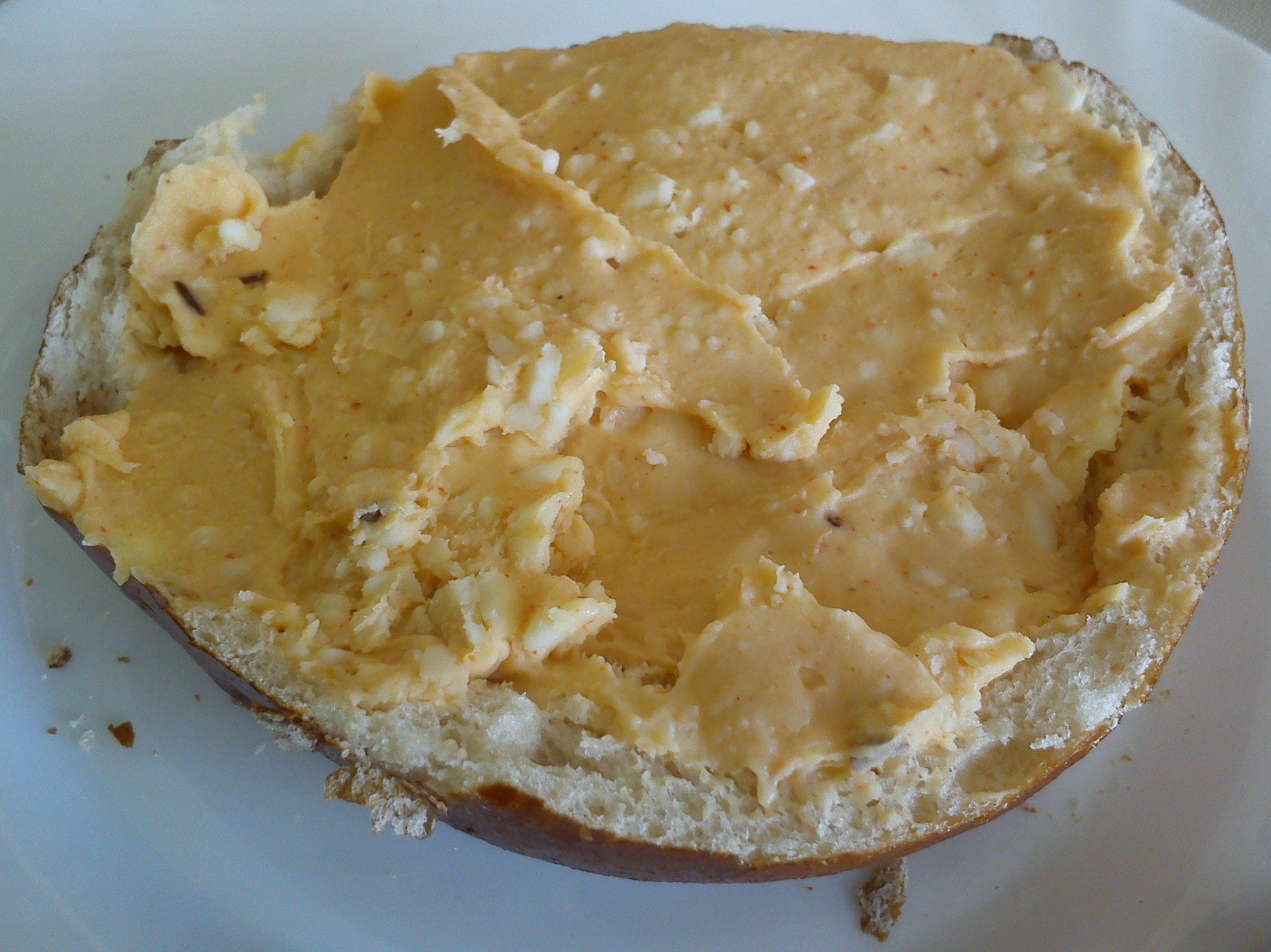
Обацда на половинке «брецельной» баварской булочки

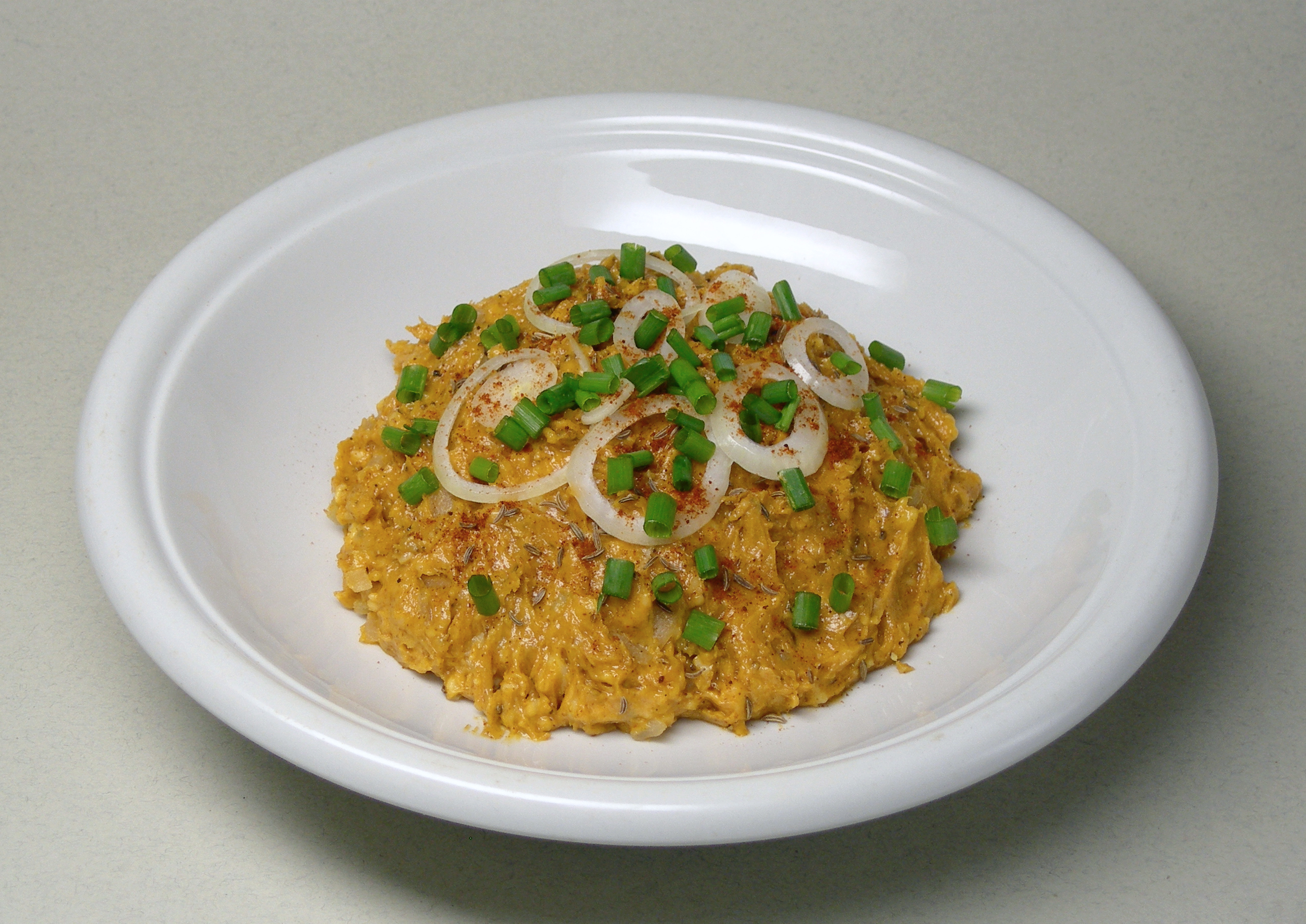
Обацда, сервированная с репчатым и зелёным луком

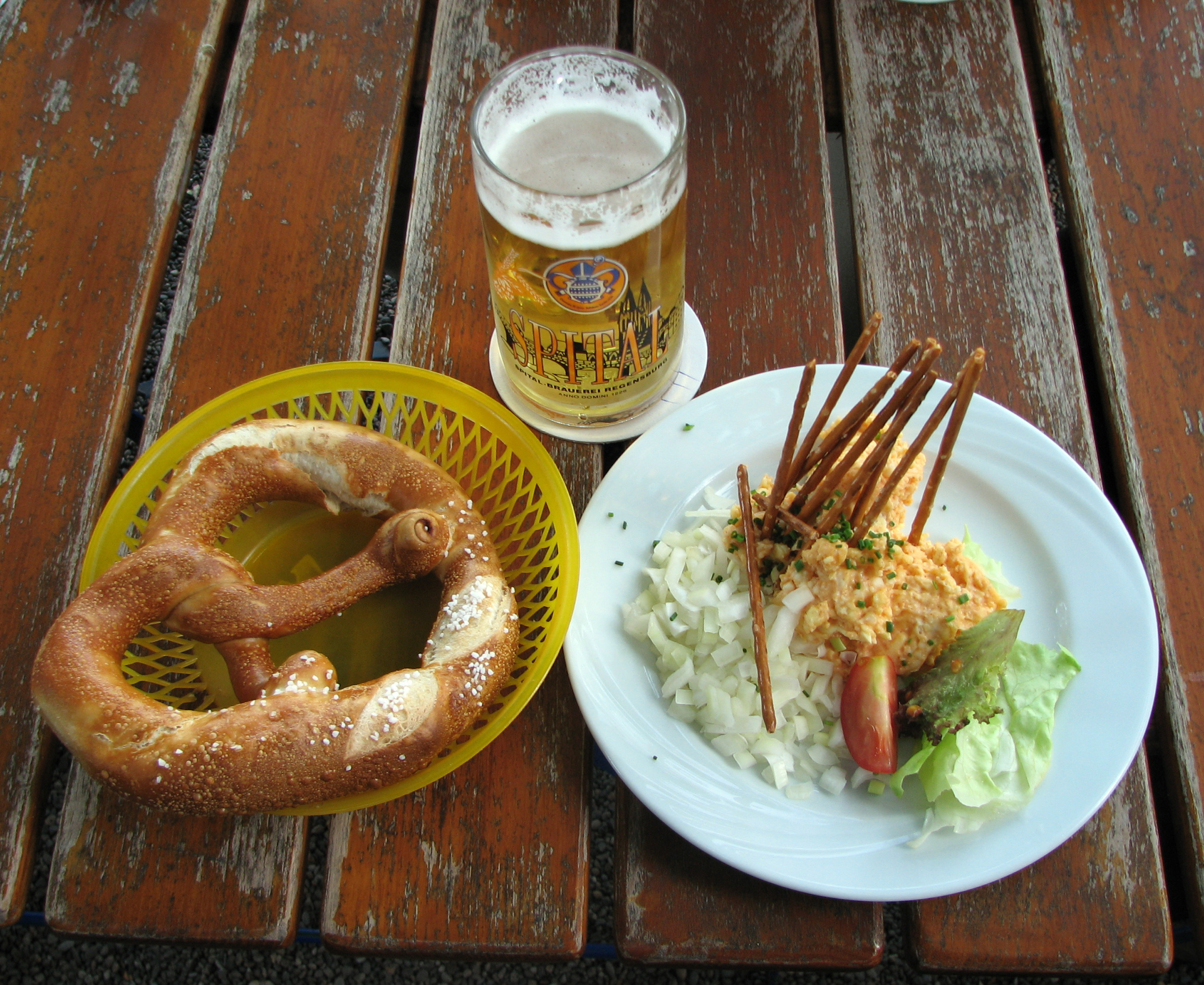
Брецель и обацда, сервированная с рубленым репчатым луком, овощным салатом и солёными палочками, в пивном саду в Регенсбурге

Оба́цда (бав. Obazda — букв. «смешанный в кашеобразную массу», оба́цтер нем. Obatzter, во Франконии — геру́пфтер нем. Gerupfter — букв. «щипаный») — специалитет баварской кухни с несколькими вариантами написания названия, сырный продукт в виде мажущейся бутербродной пасты от бледно-жёлтого до ярко оранжевого цвета на основе зрелого сыра со сливочным маслом и приправами, преимущественно паприкой и молотым тмином. С 2015 года обацда находится под защитой географического указания в Европейском союзе и под таким названием может производиться только в Баварии.
История обацды началась в 1920-е годы на Вайэнштефанской горе во Фрайзинге, у подножия которой работало молочное предприятие. Его работники получали часть заработной платы в натуральной форме — молоком, маслом и камамбером. Во времена, когда не было холодильников, они отдавали излишки скоропортящегося камамбера хозяйке трактира на горе, чтобы она готовила из него что-нибудь вкусное для них на завтрак к пшеничному пиву. Благодаря счастливому случаю и креативности трактирщицы Катарины Айзенрайх появилось баварское блюдо, завоевавшее впоследствии признание во всей Германии. По легенде, Катарина Айзенрайх всегда закрывалась одна в кухне, чтобы приготовить новомодное блюдо. Тем не менее, по сведениям издания Münchner Merkur, оригинальный рецепт обацды от его изобретательницы сохранился, и это камамбер, сливочное масло, репчатый лук, соль и перец.
Обацдой на ржаном хлебе, баварской булочке или брецеле часто полдничают или перекусывают после работы в так называемое «хлебное время», эта пикантная закуска также подходит к пиву и иногда к вину и пользуется успехом на пикниках. Вместе с колбасным салатом обацда считается типичным блюдом в меню пивных садов, где её обычно сервируют с колечками репчатого лука или рубленым зелёным луком, иногда с томатом или редисом. Баварец в пивном саду всегда отличит чужака по тому, как тот делает заказ: в баварском диалекте существительные изменяются по правилам слабого склонения, и правильный заказ обацды по-баварски звучит: «Einen Obatzdn, bitte», а не «Einen Obatzda, bitte». Критики обацды указывают, что она является продуктом утилизации сырных остатков. Автор книги о немецкой кухне журналист Вольфганг Херлес считает, что типично немецким блюдом обацду следует называть разве что за экономность её производства.
Согласно действующим нормам обацда должна содержать не менее 40 % сыра бри или камамбер, а также дополнительно на выбор ромадюр, лимбургер или свежий сыр. К обязательным ингредиентам обацды относятся также сливочное масло, соль и паприка, к допустимым — лук, тмин, молоко, сметана, пиво и вино. В домашнем приготовлении сыры измельчают вилкой или прокручивают на мясорубке. Вкус обацды напрямую зависит от качества исходных ингредиентов. Многие трактиры гордятся собственными фирменными рецептами, которые хранят в тайне, а среди любителей и специалистов не утихают споры о том, что позволительно добавлять в обацду. Готовая обацда может храниться в холоде в течение 2—3 дней.